# Nesiergus
Nesiergus es un género de arañas que pertenece a la familia Theraphosidae (tarántulas).

## Especies
- Nesiergus gardineri (Hirst, 1911) — Seychelles
- Nesiergus halophilus (Benoit, 1978) — Seychelles
- Nesiergus insulanus (Simon, 1903) — Seychelles